# Дипалесенг (местный муниципалитет)
Дипалесенг (Dipaleseng) — местный муниципалитет в районе Герт Сибанде провинции Мпумаланга (ЮАР). Административный центр — Бальфур. Название муниципалитета переводится с языка сесото как «Цветочное место».

## Структура
По результатам Национальная перепись населения ЮАР 2001 года муниципалитет был разделен на следующие районы:
| Место                          | Код   | Площадь (km2) | Численность | Язык       |
| ------------------------------ | ----- | ------------- | ----------- | ---------- |
| Бальфур                        | 80601 | 10.02         | 2,070       | Африкаанс  |
| Ekanini                        | 80603 | 0.34          | 293         | Английский |
| Greylingstad                   | 80604 | 0.14          | 1,508       | Зулу       |
| Nthwane                        | 80605 | 0.62          | 2,888       | Зулу       |
| Siyathemba                     | 80606 | 3.91          | 17,747      | Зулу       |
| Остальная часть муниципалитета | 80602 | 2,600.25      | 14,131      | Зулу       |

## Хозяйство
Основу экономики муниципалитета составляют сфера услуг и торговля и сельское хозяйство. Ведущей отраслью является сельское хозяйство, по оценкам на 2001 год на эту сферу приходилось 21% ВВП. Население занимается выращиванием кукурузы, подсолнечника, арахиса, цитрусовых. Развито также мясное и молочное животноводство животноводство.

## Политика
Муниципальный совет состоит из двенадцати членов, избираемых по смешанной пропорциональной системе. Шесть советников избираются по мажоритарной системе большинства в шести округах, а остальные шесть выбираются по партийным спискам, так что общее число представителей партий пропорционально числу полученных голосов. На выборах 1 ноября 2021 года Африканский национальный конгресс (АНК) получил большинство в восемь мест в совете.

#### Реки
- Боесманспрут
- Грутспрут
- Молспрут
- Скунспруит
- Скульпспруит
- Суйкербосрант[6]
- Вааль[6]
- Уотервал[6]

#### Плотины
- Плотина Гроотвлей[6][7]
- Вааль[8]
- Хаархоф[6][8]

## Примечание
1. ↑  Statistics by place. Statistics South Africa. Дата обращения: 27 сентября 2015. Архивировано 13 ноября 2020 года.
2. 1 2  Zama S. B. Service delivery: Focus on dipaleseng local municipality: Mpumalanga (англ.) // Commonwealth Journal of Local Governance. — 2020. — Iss. 13/14. — P. 185–197. — doi:10.3316/informit.906306165758783.
3. ↑  Department of Arts and Culture: Place Names Архивная копия от 1 января 2008 на Wayback Machine. auf www.salanguages.com (englisch).
4. ↑  Lookup Tables — Statistics South Africa (недоступная ссылка)
5. ↑  Election Result Table for LGE2021 — Dipaleseng. wikitable.frith.dev. Дата обращения: 3 ноября 2022.
6. 1 2 3 4 5  Review of the Municipal Spatial Development Framework (MSDF)…
7. ↑  CC G. E. et al. THE PROPOSED GROOTVLEI X 3 MIXED USE RESIDENTIAL DEVELOPMENT. — 2021.
8. 1 2  Service Delivery: Focus on Dipaleseng LocalMunicipality: Mpumalanga